# ملوازی
ملوازی (به فرانسوی: Meloisey) یک کمون در فرانسه با جمعیت ۲۸۵ نفر است که در Canton of Beaune-Nord واقع شده‌است.